# Zanutino
Zanutino – kapitan regent San Marino. Pełnił swój urząd wraz z Bentivegną da Valle od 1 kwietnia do 1 października 1341 roku.